# Peter Seisenbacher
Peter Seisenbacher (Wenen, 25 maart 1960) is een voormalig judoka uit Oostenrijk. Hij is tweevoudig olympisch kampioen in de gewichtsklasse tot 86 kilogram (middengewicht). Seisenbacher nam in totaal drie keer deel aan de Olympische Spelen (1980, 1984 en 1988). Hij is daarnaast eenmalig wereld- en Europees kampioen.

## Erelijst

### Olympische Spelen
- 1984 in Los Angeles, Verenigde Staten (– 86 kg)
- 1988 in Seoul, Zuid-Korea (– 86 kg)

### Wereldkampioenschappen
- 1985 in Seoul, Zuid-Korea (– 86 kg)

### Europese kampioenschappen
- 1986 in Belgrado, Joegoslavië (– 86 kg)
- 1980 in Wenen, Oostenrijk (– 86 kg)
- 1983 in Parijs, Frankrijk (– 86 kg)
- 1986 in Belgrado, Joegoslavië (Open klasse)
- 1984 in Luik, België (– 86 kg)
- 1985 in Hamar, Noorwegen (– 86 kg)
- 1987 in Parijs, Frankrijk (– 86 kg)
- 1988 in Pamplona, Spanje (– 86 kg)

1964: Isao Okano ·
1972: Shinobu Sekine ·
1976: Isamu Sonoda ·
1980: Jürg Röthlisberger ·
1984: Peter Seisenbacher ·
1988: Peter Seisenbacher ·
1992: Waldemar Legień ·
1996: Jeon Ki-Young ·
2000: Mark Huizinga ·
2004: Zoerab Zviadaoeri ·
2008: Irakli Tsirekidze · 
2012: Song Dae-nam · 
2016: Mashu Baker · 
2020: Lasja Bekaoeri · 
2024: Lasja Bekaoeri
- Gemeinsame Normdatei: 1140754629
- Virtual International Authority File: 906150748991716420008